# Boris Tsjaikovski
Boris Aleksandrovitsj Tsjaikovski (Russisch: Бори́с Алекса́ндрович Чайко́вский; Moskou, 10 september 1925 – aldaar, 7 februari 1996) was een Russisch componist. Hij is geen familie van Pjotr Iljitsj Tsjaikovski.

## Levensloop
Tsjaikovski werd geboren in een ambtenaarsmilieu in de toenmalige Sovjet-Unie. Op negenjarige leeftijd werd hij toegelaten tot de Gnessin Muziekschool. Daarna studeerde hij aan de Gnessin Staatsacademie voor Muziek en ten slotte aan het Moskou Conservatorium P. I. Tsjaikovski, waar hij compositie studeerde bij achtereenvolgens Vissarion Sjebalin, Dmitri Sjostakovitsj en Nikolaj Mjaskovski. Zijn docent voor het vak piano was Lev Oborin.
Hij studeerde af in 1949. Daarna werkte hij enige tijd bij de radio, maar in 1952 legde hij zich geheel toe op het componeren. Vanaf 1989 tot 1996 gaf hij compositieles aan zijn voormalige school, de Gnessin Staatacademie.
De bekendheid buiten Rusland van Boris Tsjaikovksi begon pas rond 2006 groter te worden. Hij componeerde voornamelijk tonaal, al heeft hij korte tijd geëxperimenteerd met serialisme. Zijn muziek is beïnvloed door Sjostakovitsj, want ook Sjebalin was een leerling van Sjostakovitsj. Vergeleken met andere leerlingen van Sjostakovitsj is zijn muziek veel minder extreem dan die van Galina Oestvolskaja en meer verwant aan die van Boris Tisjtsjenko.
In 1985 kreeg hij de titel Volksartiest van de Sovjet-Unie.

## Oeuvre (selectie)
Orkestwerken
- Processie (1946)
- Symfonie nr. 1 (1947)
- Fantasia op Russische volkswijzen (1950)
- Slavische rapsodie (1951)
- Suite Het fluisterende woud (1953)
- Capriccio op Engelse thema's (1954)
- Ouverture (1957)
- Klarinetconcert (1957)
- Celloconcert (1964)
- Symfonie nr. 2 (1967)
- Vioolconcert (1969)
- Pianoconcert (1971)
- Thema en acht variaties (1973)
- Symfonie nr. 3 Sebastopolskaja (1980)
- De winden van Siberië, symfonisch gedicht (1984)
- Vier preludes voor kamerorkest (1984)
- Symfonie nr. 4 Symfonie met harp (1993)
- Suite Muziek voor orkest (1987)

Kamermuziek
- Pianotrio (1953)
- Strijkkwartet nr. 1 (1954)
- Strijktrio (1955)
- Sonate voor cello en piano (1957)
- Sonate voor viool en piano (1959)
- Suite in d-mineur voor cellosolo (1960)
- Strijkkwartet nr. 2 (1961)
- Pianokwintet (1962)
- Partita voor cello en kamerensemble (1966)
- Strijkkwartet nr. 3 (1967)
- Strijkkwartet nr. 4 (1972)
- Strijkkwartet nr. 5 (1974)
- Strijkkwartet nr. 6 (1976)
- Sextet voor blaaskwintet en harp (1990)

Pianomuziek
- 3 etudes (1935; 1972; 1980)
- 5 stukken (1935)
- 5 preludes (1936)
- 5 stukken (1938)
- Sonate nr. 1 (1944)
- 2 stukken (1945)
- Sonatine (1946)
- Sonate nr. 2 (1952)
- 8 stukken voor kinderen (1952)
- Sonate voor twee piano's (1973)
- Pentatonic, 6 gemakkelijke stukken (1993)
- Natuurlijke modi, 7 miniaturen (1993)

Vocaal
- 2 gedichten van Michail Lermontov voor sopraan en piano (1940)
- 4 gedichten van Joseph Brodsky voor sopraan en piano (1965)
- Gedichten van Poesjkin, liederencyclus voor sopraan en piano (1972)
- Tekenen van de Dierenriem, cantate voor sopraan, klavecimbel en strijkorkest (1974)
- De laatste lente, liederencyslus voor mezzosopraan, fluit, klarinet en piano (1980) op teksten van Nikolaj Zabolotski
- Van Kipling voor mezzosopraan en altviool (1994)

Filmmuziek
- bij ongeveer 30 Sovjet-speelfilms

Muziek bij hoorspelen
Onder meer bij
- Het Bos van het Gefluister
- Na het Bal
- De overschoenen van het geluk